# NFL 2002
Die NFL-Saison 2002 war die 83. Saison im American Football in der National Football League (NFL). Die Regular Season wurde vom 5. September 2002 bis zum 19. Januar 2003 ausgetragen.
Die Liga wurde mit den Houston Texans auf 32 Teams erweitert, wodurch die Teams in acht Divisions neu aufgestellt wurden. In jeder Division spielen seitdem 4 Mannschaften.
Die AFC Central wurde in AFC North umbenannt. Neu gebildet wurde die AFC South die aus den Indianapolis Colts (vormals AFC East), den Tennessee Titans und den Jacksonville Jaguars (beide vormals AFC Central) und der neuen Mannschaft der Houston Texans besteht. Die Seattle Seahawks wechselten aus der AFC West in die NFC West.
Die NFC Central wurde in NFC North umbenannt. Die bisherige NFC West wurde aufgespalten. Die Rams und die 49ers blieben in dieser Division und wurden um die Cardinals (vormals NFC East) und die Seahawks (vormals AFC West) ergänzt. Die neugebildete NFC South besteht aus den Saints, den Panthers und den Falcons (alle bisher NFC West) sowie den Buccaneers (bisher NFC Central).
Der bestehende Tarifvertrag (Collective Bargain Agreement) zwischen den Mannschaften und den Spielern wurde bis 2007 verlängert.

## NFL Draft
Der NFL Draft 2002 fand vom 20. bis 21. April im Madison Square Garden in New York statt. Der Draft lief über sieben Runden, in denen 261 Spieler ausgewählt wurden. Obwohl die Carolina Panthers in der abgelaufenen Saison den schlechtesten Record aufwiesen, konnten sie nicht, wie sonst üblich, den ersten Spieler im Draft auswählen. Da die Houston Texans in dem Jahr neu in die Liga aufgenommen wurden, hatten sie das Recht, den ersten Spieler auszuwählen. Mit dem Erstrunden-Pick wählten sie den Quarterback David Carr von der Fresno State.

Der letzte verbliebene aktive Spieler aus diesem Draft war der Quarterback Josh McCown, der in der dritten Runde von den Arizona Cardinals gedraftet wurde. Seinen letzten Pass warf er 2019 für die Philadelphia Eagles.

## Regular Season
Die Regular Season begann am 5. September 2002. Sie umfasste 256 Spiele, die in 17 Spielwochen ausgetragen wurden, wobei jedes Team 16 Spiele absolvierte und eine spielfreie Woche (Bye Week) zwischen der dritten und der zehnten Woche hatte. Nach der 17. Spielwoche sahen die Tabellen wie folgt aus:
Im Rahmen der Einführung der neuen Liga-Struktur wurde auch ein veränderter Spielplan eingeführt. Nach diesem Spielplan spielt in einem Zeitraum vom acht jahren mindestens zwei Mal gegen jede andere Mannschaft. Außerdem wird mindestens ein Auswärtsspiel bei jeder gegnerischen Mannschaft ausgetragen.

### Abschlusstabellen

#### Divisions
| AFC East             | AFC East | AFC East | AFC East | AFC East | AFC East | AFC East | AFC East | AFC East |
| Team                 | S        | N        | U        | SQ       | P+       | P−       | DIV      | CONF     |
| -------------------- | -------- | -------- | -------- | -------- | -------- | -------- | -------- | -------- |
| New York Jets        | 9        | 7        | 0        | 0,562    | 359      | 336      | 4–2      | 6–6      |
| New England Patriots | 9        | 7        | 0        | 0,562    | 381      | 346      | 4–2      | 6–6      |
| Miami Dolphins       | 9        | 7        | 0        | 0,562    | 378      | 301      | 2–4      | 7–5      |
| Buffalo Bills        | 8        | 8        | 0        | 0,500    | 379      | 397      | 2–4      | 5–7      |

| NFC East            | NFC East | NFC East | NFC East | NFC East | NFC East | NFC East | NFC East | NFC East |
| Team                | S        | N        | U        | SQ       | P+       | P−       | DIV      | CONF     |
| ------------------- | -------- | -------- | -------- | -------- | -------- | -------- | -------- | -------- |
| Philadelphia Eagles | 12       | 4        | 0        | 0,750    | 415      | 241      | 5–1      | 11–1     |
| New York Giants     | 10       | 6        | 0        | 0,625    | 320      | 279      | 5–1      | 8–4      |
| Washington Redskins | 7        | 9        | 0        | 0,438    | 307      | 365      | 1–5      | 4–8      |
| Dallas Cowboys      | 5        | 11       | 0        | 0,312    | 217      | 329      | 1–5      | 3–9      |

| AFC North           | AFC North | AFC North | AFC North | AFC North | AFC North | AFC North | AFC North | AFC North |
| Team                | S         | N         | U         | SQ        | P+        | P−        | DIV       | CONF      |
| ------------------- | --------- | --------- | --------- | --------- | --------- | --------- | --------- | --------- |
| Pittsburgh Steelers | 10        | 5         | 1         | 0,656     | 390       | 345       | 6–0       | 8–4       |
| Cleveland Browns    | 9         | 7         | 0         | 0,562     | 344       | 320       | 3–3       | 7–5       |
| Baltimore Ravens    | 7         | 9         | 0         | 0,438     | 316       | 354       | 3–3       | 7–5       |
| Cincinnati Bengals  | 2         | 14        | 0         | 0,125     | 279       | 456       | 0–6       | 1–11      |

| NFC North         | NFC North | NFC North | NFC North | NFC North | NFC North | NFC North | NFC North | NFC North |
| Team              | S         | N         | U         | SQ        | P+        | P−        | DIV       | CONF      |
| ----------------- | --------- | --------- | --------- | --------- | --------- | --------- | --------- | --------- |
| Green Bay Packers | 12        | 4         | 0         | 0,750     | 398       | 328       | 5–1       | 9–3       |
| Minnesota Vikings | 6         | 10        | 0         | 0,375     | 390       | 442       | 4–2       | 5–7       |
| Chicago Bears     | 4         | 12        | 0         | 0,250     | 281       | 379       | 2–4       | 3–9       |
| Detroit Lions     | 3         | 13        | 0         | 0,188     | 306       | 451       | 1–5       | 3–9       |

| AFC South            | AFC South | AFC South | AFC South | AFC South | AFC South | AFC South | AFC South | AFC South |
| Team                 | S         | N         | U         | SQ        | P+        | P−        | DIV       | CONF      |
| -------------------- | --------- | --------- | --------- | --------- | --------- | --------- | --------- | --------- |
| Tennessee Titans     | 11        | 5         | 0         | 0,688     | 367       | 324       | 6–0       | 9–3       |
| Indianapolis Colts   | 10        | 6         | 0         | 0,625     | 349       | 313       | 4–2       | 8–4       |
| Jacksonville Jaguars | 6         | 10        | 0         | 0,375     | 328       | 315       | 1–5       | 4–8       |
| Houston Texans       | 4         | 12        | 0         | 0,250     | 213       | 356       | 1–5       | 2–10      |

| NFC South            | NFC South | NFC South | NFC South | NFC South | NFC South | NFC South | NFC South | NFC South |
| Team                 | S         | N         | U         | SQ        | P+        | P−        | DIV       | CONF      |
| -------------------- | --------- | --------- | --------- | --------- | --------- | --------- | --------- | --------- |
| Tampa Bay Buccaneers | 12        | 4         | 0         | 0,750     | 346       | 196       | 4–2       | 9–3       |
| Atlanta Falcons      | 9         | 6         | 1         | 0,594     | 402       | 314       | 4–2       | 7–5       |
| New Orleans Saints   | 9         | 7         | 0         | 0,562     | 432       | 388       | 3–3       | 7–5       |
| Carolina Panthers    | 7         | 9         | 0         | 0,438     | 258       | 302       | 1–5       | 4–8       |

| AFC West           | AFC West | AFC West | AFC West | AFC West | AFC West | AFC West | AFC West | AFC West |
| Team               | S        | N        | U        | SQ       | P+       | P−       | DIV      | CONF     |
| ------------------ | -------- | -------- | -------- | -------- | -------- | -------- | -------- | -------- |
| Oakland Raiders    | 11       | 5        | 0        | 0,688    | 450      | 304      | 4–2      | 9–3      |
| Denver Broncos     | 9        | 7        | 0        | 0,562    | 392      | 344      | 3–3      | 5–7      |
| San Diego Chargers | 8        | 8        | 0        | 0,500    | 333      | 367      | 3–3      | 6–6      |
| Kansas City Chiefs | 8        | 8        | 0        | 0,500    | 467      | 399      | 2–4      | 6–6      |

| NFC West            | NFC West | NFC West | NFC West | NFC West | NFC West | NFC West | NFC West | NFC West |
| Team                | S        | N        | U        | SQ       | P+       | P−       | DIV      | CONF     |
| ------------------- | -------- | -------- | -------- | -------- | -------- | -------- | -------- | -------- |
| San Francisco 49ers | 10       | 6        | 0        | 0,625    | 367      | 351      | 5–1      | 8–4      |
| St. Louis Rams      | 7        | 9        | 0        | 0,438    | 316      | 369      | 4–2      | 5–7      |
| Seattle Seahawks    | 7        | 9        | 0        | 0,438    | 355      | 369      | 2–4      | 5–7      |
| Arizona Cardinals   | 5        | 11       | 0        | 0,312    | 262      | 417      | 1–5      | 5–7      |

#### Conferences
| AFC              | AFC                  | AFC              | AFC              | AFC              | AFC              | AFC              | AFC              |
| Rang             | Team                 | Division         | S                | N                | U                | SQ               | CONF             |
| Division leaders | Division leaders     | Division leaders | Division leaders | Division leaders | Division leaders | Division leaders | Division leaders |
| ---------------- | -------------------- | ---------------- | ---------------- | ---------------- | ---------------- | ---------------- | ---------------- |
| 1                | Oakland Raiders      | West             | 11               | 5                | 0                | 0,688            | 9–3              |
| 2                | Tennessee Titans     | South            | 11               | 5                | 0                | 0,688            | 9–3              |
| 3                | Pittsburgh Steelers  | North            | 10               | 5                | 1                | 0,656            | 8–4              |
| 4                | New York Jets        | East             | 9                | 7                | 0                | 0,562            | 6–6              |
| Wild Cards       |                      |                  |                  |                  |                  |                  |                  |
| 5                | Indianapolis Colts   | South            | 10               | 6                | 0                | 0,625            | 8–4              |
| 6                | Cleveland Browns     | North            | 9                | 7                | 0                | 0,562            | 7–5              |
| Ausgeschieden    |                      |                  |                  |                  |                  |                  |                  |
| 7                | Denver Broncos       | West             | 9                | 7                | 0                | 0,562            | 5–7              |
| 8                | New England Patriots | East             | 9                | 7                | 0                | 0,562            | 6–6              |
| 9                | Miami Dolphins       | East             | 9                | 7                | 0                | 0,562            | 7–5              |
| 10               | Buffalo Bills        | East             | 8                | 8                | 0                | 0,500            | 5–7              |
| 11               | San Diego Chargers   | West             | 8                | 8                | 0                | 0,500            | 6–6              |
| 12               | Kansas City Chiefs   | West             | 8                | 8                | 0                | 0,500            | 6–6              |
| 13               | Baltimore Ravens     | North            | 7                | 9                | 0                | 0,438            | 7–5              |
| 14               | Jacksonville Jaguars | South            | 6                | 10               | 0                | 0,375            | 4–8              |
| 15               | Houston Texans       | South            | 4                | 12               | 0                | 0,250            | 2–10             |
| 16               | Cincinnati Bengals   | North            | 2                | 14               | 0                | 0,125            | 1–11             |

| NFC              | NFC                  | NFC              | NFC              | NFC              | NFC              | NFC              | NFC              |
| Rang             | Team                 | Division         | S                | N                | U                | SQ               | CONF             |
| Division leaders | Division leaders     | Division leaders | Division leaders | Division leaders | Division leaders | Division leaders | Division leaders |
| ---------------- | -------------------- | ---------------- | ---------------- | ---------------- | ---------------- | ---------------- | ---------------- |
| 1                | Philadelphia Eagles  | East             | 12               | 4                | 0                | 0,750            | 11–1             |
| 2                | Tampa Bay Buccaneers | South            | 12               | 4                | 0                | 0,750            | 9–3              |
| 3                | Green Bay Packers    | North            | 12               | 4                | 0                | 0,750            | 9–3              |
| 4                | San Francisco 49ers  | West             | 10               | 6                | 0                | 0,625            | 8–4              |
| Wild Cards       |                      |                  |                  |                  |                  |                  |                  |
| 5                | New York Giants      | East             | 10               | 6                | 0                | 0,625            | 8–4              |
| 6                | Atlanta Falcons      | South            | 9                | 6                | 1                | 0,594            | 7–5              |
| Ausgeschieden    |                      |                  |                  |                  |                  |                  |                  |
| 7                | New Orleans Saints   | South            | 9                | 7                | 0                | 0,562            | 7–5              |
| 8                | St. Louis Rams       | West             | 7                | 9                | 0                | 0,438            | 5–7              |
| 9                | Seattle Seahawks     | West             | 7                | 9                | 0                | 0,438            | 5–7              |
| 10               | Washington Redskins  | East             | 7                | 9                | 0                | 0,438            | 4–8              |
| 11               | Carolina Panthers    | South            | 7                | 9                | 0                | 0,438            | 4–8              |
| 12               | Minnesota Vikings    | North            | 6                | 10               | 0                | 0,375            | 5–7              |
| 13               | Arizona Cardinals    | West             | 5                | 11               | 0                | 0,312            | 5–7              |
| 14               | Dallas Cowboys       | East             | 5                | 11               | 0                | 0,312            | 3–9              |
| 15               | Chicago Bears        | North            | 4                | 12               | 0                | 0,250            | 3–9              |
| 16               | Detroit Lions        | North            | 3                | 13               | 0                | 0,188            | 3–9              |

Legende:
| Siege              | Niederlagen           | Unentschieden      | DIV Gewonnene / verlorene Spiele in der Division    | SQ gewonnene Spiele (relativ) |
| P+ gemachte Punkte | P− gegnerische Punkte | Playoff-Teilnehmer | CONF Gewonnene / verlorene Spiele in der Conference |                               |

Tie-Breaker 2002
- Die New York Jets beendeten die Saison vor den New England Patriots aufgrund ihrer besseren Bilanz bei den gemeinsamen Gegnern mit 8–4 statt 7–5 und vor den Miami Dolphins aufgrund ihrer besseren Bilanz in der AFC East (Divisional Record) von 4–2 statt 2–4.
- Die New England Patriots beendeten die Saison vor den Miami Dolphins aufgrund ihrer besseren Bilanz in der AFC East von 4–2 statt 2–4.
- Die Cleveland Browns erreichten den 6. Platz in der Play-off-Setzliste vor den New England Patriots und den Denver Broncos aufgrund ihrer besseren Bilanz in der AFC (7–5 statt Denvers 5–7 und New Englands 6–6).
- Die Oakland Raiders sicherten sich den 1. Platz in der Play-off-Setzliste aufgrund ihres 52:25-Sieges im direkten Duell gegen die Tennessee Titans in der 4. Woche.
- Die San Diego Chargers beendeten die Saison in der AFC West vor den Kansas City Chiefs aufgrund ihrer besseren Bilanz in der Division (3–3 statt 2–4).
- Die Philadelphia Eagles erreichten den 1. Platz in der Play-off-Setzliste vor den Green Bay Packers und Tampa Bay Buccaneers aufgrund ihrer besseren Bilanz in der NFC (11–1 statt Green Bays 9–3 und Tampa Bays 9–3).
- Die Tampa Bay Buccaneers sicherten sich den 2. Platz in der Play-off-Setzliste aufgrund ihres 21:7-Sieges im direkten Duell gegen die Green Bay Packers in der 12. Woche.
- Die St. Louis Rams beendeten die Saison in der NFC West vor den Seattle Seahawks aufgrund ihrer besseren Bilanz in der Division (4–2 statt 2–4).

## Play-offs
Ab der Saison 2002 qualifizierten sich die Division-Sieger sowie die beiden besten Mannschaften der jeweiligen Conference für die Play-offs.
|  | Wild Card Round                          | Wild Card Round            | Wild Card Round            |                                    |               | Divisional Round              | Divisional Round                         | Divisional Round                         |                                          |  | Conference Championships | Conference Championships | Conference Championships |  |  | Super Bowl | Super Bowl | Super Bowl |
|  |                                          |                            |                            |                                    |               |                               |                                          |                                          |                                          |  |                          |                          |                          |  |  |            |            |            |
|  | 4. Januar – Lambeau Field                | 4. Januar – Lambeau Field  | 4. Januar – Lambeau Field  |                                    |               | 11. Januar – Veterans Stadium | 11. Januar – Veterans Stadium            | 11. Januar – Veterans Stadium            |                                          |  |                          |                          |                          |  |  |            |            |            |
|  | 4. Januar – Lambeau Field                | 4. Januar – Lambeau Field  | 4. Januar – Lambeau Field  | 1                                  | Philadelphia  | 20                            |                                          |                                          |                                          |  |                          |                          |                          |  |  |            |            |            |
|  | 3                                        | Green Bay                  | 7                          | 1                                  | Philadelphia  | 20                            | 19. Januar – Veterans Stadium            | 19. Januar – Veterans Stadium            | 19. Januar – Veterans Stadium            |  |                          |                          |                          |  |  |            |            |            |
|  | 3                                        | Green Bay                  | 7                          | 6                                  | Atlanta       | 6                             | 19. Januar – Veterans Stadium            | 19. Januar – Veterans Stadium            | 19. Januar – Veterans Stadium            |  |                          |                          |                          |  |  |            |            |            |
|  | 6                                        | Atlanta                    | 27                         | 6                                  | Atlanta       | 6                             | 19. Januar – Veterans Stadium            | 19. Januar – Veterans Stadium            | 19. Januar – Veterans Stadium            |  |                          |                          |                          |  |  |            |            |            |
|  | 6                                        | Atlanta                    | 27                         | 12. Januar – Raymond James Stadium |               |                               | 19. Januar – Veterans Stadium            | 19. Januar – Veterans Stadium            | 19. Januar – Veterans Stadium            |  |                          |                          |                          |  |  |            |            |            |
|  |                                          |                            |                            | 1                                  | Philadelphia  | 10                            |                                          |                                          |                                          |  |                          |                          |                          |  |  |            |            |            |
|  | NFC                                      |                            |                            | 1                                  | Philadelphia  | 10                            |                                          |                                          |                                          |  |                          |                          |                          |  |  |            |            |            |
|  |                                          | 2                          | Tampa Bay                  | 27                                 |               |                               |                                          |                                          |                                          |  |                          |                          |                          |  |  |            |            |            |
|  | 5. Januar – Candlestick Park             | 2                          | Tampa Bay                  | 27                                 |               |                               |                                          |                                          |                                          |  |                          |                          |                          |  |  |            |            |            |
|  | NFC Championship                         |                            |                            |                                    |               |                               |                                          |                                          |                                          |  |                          |                          |                          |  |  |            |            |            |
|  | 2                                        | Tampa Bay                  | 31                         |                                    |               |                               |                                          |                                          |                                          |  |                          |                          |                          |  |  |            |            |            |
|  | 2                                        | Tampa Bay                  | 31                         | 4                                  | San Francisco | 39                            | 26. Januar – Qualcomm Stadium            | 26. Januar – Qualcomm Stadium            | 26. Januar – Qualcomm Stadium            |  |                          |                          |                          |  |  |            |            |            |
|  | 4                                        | San Francisco              | 6                          | 4                                  | San Francisco | 39                            | 26. Januar – Qualcomm Stadium            | 26. Januar – Qualcomm Stadium            | 26. Januar – Qualcomm Stadium            |  |                          |                          |                          |  |  |            |            |            |
|  | 4                                        | San Francisco              | 6                          | 5                                  | N.Y. Giants   | 38                            | 26. Januar – Qualcomm Stadium            | 26. Januar – Qualcomm Stadium            | 26. Januar – Qualcomm Stadium            |  |                          |                          |                          |  |  |            |            |            |
|  | 12. Januar – Network Associates Coliseum |                            |                            | 5                                  | N.Y. Giants   | 38                            | 26. Januar – Qualcomm Stadium            | 26. Januar – Qualcomm Stadium            | 26. Januar – Qualcomm Stadium            |  |                          |                          |                          |  |  |            |            |            |
|  | 4. Januar – Giants Stadium               | 4. Januar – Giants Stadium | 4. Januar – Giants Stadium | N2                                 | Tampa Bay     | 48                            |                                          |                                          |                                          |  |                          |                          |                          |  |  |            |            |            |
|  | 4. Januar – Giants Stadium               | 4. Januar – Giants Stadium | 4. Januar – Giants Stadium | N2                                 | Tampa Bay     | 48                            |                                          |                                          |                                          |  |                          |                          |                          |  |  |            |            |            |
|  | 4. Januar – Giants Stadium               | 4. Januar – Giants Stadium | 4. Januar – Giants Stadium |                                    | A1            | Oakland                       | 21                                       |                                          |                                          |  |                          |                          |                          |  |  |            |            |            |
|  | 4. Januar – Giants Stadium               | 4. Januar – Giants Stadium | 4. Januar – Giants Stadium |                                    | A1            | Oakland                       | 21                                       |                                          |                                          |  |                          |                          |                          |  |  |            |            |            |
|  | 4. Januar – Giants Stadium               | 4. Januar – Giants Stadium | 4. Januar – Giants Stadium | Super Bowl XXXVII                  |               |                               |                                          |                                          |                                          |  |                          |                          |                          |  |  |            |            |            |
|  | 4. Januar – Giants Stadium               | 4. Januar – Giants Stadium | 4. Januar – Giants Stadium | 1                                  | Oakland       | 30                            |                                          |                                          |                                          |  |                          |                          |                          |  |  |            |            |            |
|  | 4                                        | N.Y. Jets                  | 41                         | 1                                  | Oakland       | 30                            | 19. Januar – Network Associates Coliseum | 19. Januar – Network Associates Coliseum | 19. Januar – Network Associates Coliseum |  |                          |                          |                          |  |  |            |            |            |
|  | 4                                        | N.Y. Jets                  | 41                         | 4                                  | N.Y. Jets     | 10                            | 19. Januar – Network Associates Coliseum | 19. Januar – Network Associates Coliseum | 19. Januar – Network Associates Coliseum |  |                          |                          |                          |  |  |            |            |            |
|  | 5                                        | Indianapolis               | 0                          | 4                                  | N.Y. Jets     | 10                            | 19. Januar – Network Associates Coliseum | 19. Januar – Network Associates Coliseum | 19. Januar – Network Associates Coliseum |  |                          |                          |                          |  |  |            |            |            |
|  | 5                                        | Indianapolis               | 0                          | 11. Januar – The Coliseum          |               |                               | 19. Januar – Network Associates Coliseum | 19. Januar – Network Associates Coliseum | 19. Januar – Network Associates Coliseum |  |                          |                          |                          |  |  |            |            |            |
|  |                                          |                            |                            | 1                                  | Oakland       | 41                            |                                          |                                          |                                          |  |                          |                          |                          |  |  |            |            |            |
|  | AFC                                      |                            |                            | 1                                  | Oakland       | 41                            |                                          |                                          |                                          |  |                          |                          |                          |  |  |            |            |            |
|  |                                          | 2                          | Tennessee                  | 24                                 |               |                               |                                          |                                          |                                          |  |                          |                          |                          |  |  |            |            |            |
|  | 5. Januar – Heinz Field                  | 2                          | Tennessee                  | 24                                 |               |                               |                                          |                                          |                                          |  |                          |                          |                          |  |  |            |            |            |
|  | AFC Championship                         |                            |                            |                                    |               |                               |                                          |                                          |                                          |  |                          |                          |                          |  |  |            |            |            |
|  | 2                                        | Tennessee                  | 34*                        |                                    |               |                               |                                          |                                          |                                          |  |                          |                          |                          |  |  |            |            |            |
|  | 2                                        | Tennessee                  | 34*                        | 3                                  | Pittsburgh    | 36                            |                                          |                                          |                                          |  |                          |                          |                          |  |  |            |            |            |
|  | 3                                        | Pittsburgh                 | 31                         | 3                                  | Pittsburgh    | 36                            |                                          |                                          |                                          |  |                          |                          |                          |  |  |            |            |            |
|  | 3                                        | Pittsburgh                 | 31                         | 6                                  | Cleveland     | 33                            |                                          |                                          |                                          |  |                          |                          |                          |  |  |            |            |            |
|  |                                          |                            |                            | 6                                  | Cleveland     | 33                            |                                          |                                          |                                          |  |                          |                          |                          |  |  |            |            |            |

* Sieg in der Verlängerung erreicht
Die Mannschaft mit der niedrigeren Setznummer hat Heimrecht und wird hier als erste genannt, im Gegensatz zur Praxis in den USA, wo die Gastmannschaft zuerst genannt wird.

## Super Bowl XXXVII
Der 37. Super Bowl fand am 26. Januar 2003 in San Diego, Kalifornien statt. Zum dritten Mal wurde das Endspiel im Qualcomm Stadium ausgetragen. Für die Tampa Bay Buccaneers war es die erste Teilnahme an einem Super Bowl, die gleich mit dem Titelgewinn endete.

## Auszeichnungen
| MVP                                 | Rich Gannon, Quarterback, Oakland       |
| Trainer des Jahres                  | Andy Reid, Philadelphia                 |
| Offensive Player of the Year        | Priest Holmes, Runningback, Kansas City |
| Defensive Player of the Year        | Derrick Brooks, Linebacker, Tampa Bay   |
| Offensive Rookie of the Year        | Clinton Portis, Runningback, Denver     |
| Defensive Rookie of the Year        | Julius Peppers, Defensive End, Carolina |
| NFL Comeback Player of the Year     | Tommy Maddox, Quarterback, Pittsburgh   |
| Walter Payton Man of the Year Award | Troy Vincent, Cornerback, Philadelphia  |